# Judith de Habsburgo
Judith (13 de marzo de 1271-21 de mayo de 1297), conocida también como Guta (Checo: Guta Habsburská), miembro de la Casa de Habsburgo, era la hija menor del rey Rodolfo I de Alemania y de su esposa Gertrudis de Hohenberg. Fue reina consorte de Bohemia y Polonia desde 1285 hasta su muerte, por su matrimonio con el rey Premislida Wenceslao II.

## Biografía

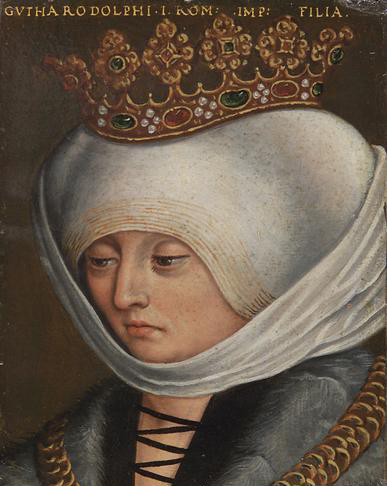
Retrato del de Anton Boys

Judith nació en la ciudad suava de Rheinfelden, donde su padre residía como conde (Graf) antes de ser elegido Rey de Romanos en 1273. Cuando tenía cinco años, fue el objeto de los planes políticos de su padre: el 21 de octubre de 1276 El rey Rodolfo aceptó el homenaje de su antiguo rival, el rey Otakar II de Bohemia, en la capital austriaca, Viena, y para sellar la paz, ambos decidieron que Judith se casaría con el hijo de Otakar y príncipe heredero Wenceslao II. El acuerdo, sin embargo, no duró y el conflicto estalló otra vez, terminando con la derrota final del rey Otakar y su muerte en la Batalla de Marchfeld en 1278.
Para asegurar su gobierno, el rey Rodolfo comenzó una exitosa política matrimonial. Las hermanas mayores de Judith también se casaron con reyes y duques poderosos: en 1273 Matilde se casó con el duque de Wittelsbach Luis II, duque de Baviera, y su hermana Clemencia se casó con el príncipe Carlos Martel de Anjou, hijo del rey Carlos II de Nápoles en 1281. La hija de Rodolfo, Inés, se casó con el duque de Ascanio Alberto II de Sajonia, su hermana Hedwig se casó con el Margrave Oto VI de Brandenburgo.
Después de la muerte del rey Otakar, el margrave de Brandeburgo Oto V tenía la custodia sobre el príncipe, menor de edad Wenceslao II, actuando como regente de la Bohemia. Durante los conflictos que se sostuvieron con la viuda de Otakar Cunegunda de Halych, el Margrave Oto mantuvo temporalmente a Wenceslao como prisionero en el castillo de Bezděz y en la fortaleza Ascania de Spandau en Brandeburgo. No volvió a Praga hasta 1283.
Como parte del proceso de reconciliación, el compromiso formal entre Judith y Wenceslao fue renovado en 1279 en Jihlava; Sin embargo, los prometidos no se conocieron hasta la ceremonia de la boda en enero de 1285 en la ciudad de Cheb (Eger). A la novia se le dio como dote "desde el Ducado de Austria, la frontera de Moravia hasta la frontera del Danubio". La ceremonia en Cheb fue seguida por una noche de bodas "festiva", pero poco después, el rey Rodolfo llevó de vuelta a Judith a Alemania, ya que era todavía muy joven. Además, el segundo matrimonio morganático de la madre de Wenceslao Cunegunda con el noble bohemio Zavis de Falkenstein le pareció inaceptable al rey.
Aunque Cunegunda murió ese año y Wenceslao II había hecho juramento de lealtad (Lehnseid) a Rodolfo para recibir su herencia de Bohemia, su coronación como rey tuvo que ser pospuesta ya que Judith no estaba presente. En el verano de 1287, finalmente dejó a su familia en Alemania y fue a la corte de Praga para estar con su marido. Un año después, Wenceslao se hizo cargo del poder político. Como el rey Rodolfo, Judith odiaba al padrastro de Wenceslao, Zavis de Falkenstein, que había actuado como regente con la reina viuda Cunegunda. Judith instó a Wenceslao a llevar a Zavis a juicio y finalmente fue arrestado y ejecutado en el castillo de Hluboká en 1290, cinco años después de la muerte de Cunegunda.
Después de la muerte de su padre en 1291, Judith intentó reconciliar a su marido con el hijo de Rodolfo y heredero Alberto I de Habsburgo, su hermano mayor, que luchaba por su sucesión al trono con el conde Adolfo de Nassau. También trajo influencias alemanas a la corte de Praga, como la introducción de caballeros, e hizo de Praga un centro cultural del Sacro Imperio Romano Germánico.
Judith y su esposo Wenceslao II fueron finalmente coronados reyes de Bohemia el 2 de junio de 1297. Judith no tenía buena salud en ese momento, ya que acababa de dar a luz a su décimo hijo. Murió unas semanas después de la ceremonia en Praga, a los veintiséis años. Había estado embarazada durante la mayor parte de sus doce años de matrimonio, dando a luz casi una vez al año. Desgastada, murió poco después de dar a luz a su hija menor y homónima, Judith nacida muerta. En 1303 su marido se casó con la princesa Piasta Isabel Richeza de Polonia, quien le dio a luz otra hija, Inés.
Según las crónicas familiares, Judith fue descrita como hermosa, noble y virtuosa.  Apoyó la demanda de su marido sobre el Reino de Polonia, donde gobernó sobre la provincia del Senoriate en Cracovia desde 1291 y consiguió suceder al rey Premislao II en 1296. Todos los gobernantes Habsburgo sobre las Tierras de la Corona de Bohemia desde 1526 en adelante, descienden de Judith a través de su hija Isabel.

## Hijos

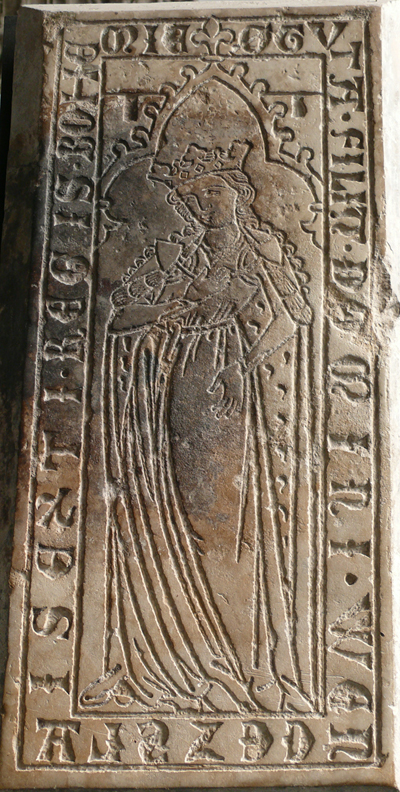
Epitafio de Judith en el Convento de Santa Inés de Bohemia en Praga

Wenceslao II y Judit tuvieron diez hijos:
1. Přemysl Otakar (6 de mayo de 1288 - 19 de noviembre de 1288).
2. Wenceslao III (6 de octubre de 1289 - 4 de agosto de 1306); Rey de Bohemia, Rey de Hungría y Rey de Polonia.
3. Inés (6 de octubre de 1289 –después de 1292 antes de 1306), melliza de Wenceslao III; prometida a Ruperto, hijo de Adolfo, rey de Alemania pero murió joven.
4. Ana (10 de octubre de 1290 –  3 de septiembre de 1313), casada en 1306 con Enrique de Bohemia.
5. Isabel (20 de enero de 1292 - 28 de septiembre de 1330), casada en 1310 con Juan I de Bohemia.
6. Judith (3 de marzo de 1293 - 3 de agosto de 1294).
7. Juan (26 de febrero de 1294 - 1 de marzo de 1295).
8. Juan (21 de febrero de 1295 - 6 de diciembre de 1296).
9. Margarita (21 de febrero de 1296 - 8 de abril de 1322), casada con Boleslao III el Generoso, Duque de Wrocław.
10. Judith (21 de mayo de 1297).

De los diez niños sólo cuatro vivieron hasta la edad adulta.

## Legado familiar
Wenceslao III y más tarde Ana e Isabel sucedieron a su padre como gobernantes de Bohemia. Isabel fue la madre de Carlos IV, emperador del Sacro Imperio Romano Germánico y rey de Bohemia, y su nieto, Segismundo de Luxemburgo, emperador del Sacro Imperio Romano Germánico.
Judith es también antepasada de Ana de Dinamarca, que se casó con Jacobo I de Inglaterra y VI de Escocia. Entre los hijos de Ana estaban Carlos I de Inglaterra e Isabel de Bohemia; Isabel es una de las sucesoras de Judith como Reina de Bohemia.

## Ancestros
|  |                                               |  |  |  |  |  |  |  |  |  |  |  |  |  |  |  |
|  | 16. Alberto III (conde de Habsburgo)          |  |  |  |  |  |  |  |  |  |  |  |  |  |  |  |
|  |                                               |  |  |  |  |  |  |  |  |  |  |  |  |  |  |  |
|  |                                               |  |  |  |  |  |  |  |  |  |  |  |  |  |  |  |
|  | 8. Rodolfo II (conde de Habsburgo)            |  |  |  |  |  |  |  |  |  |  |  |  |  |  |  |
|  |                                               |  |  |  |  |  |  |  |  |  |  |  |  |  |  |  |
|  |                                               |  |  |  |  |  |  |  |  |  |  |  |  |  |  |  |
|  | 17. Ida von Pfullendorf                       |  |  |  |  |  |  |  |  |  |  |  |  |  |  |  |
|  |                                               |  |  |  |  |  |  |  |  |  |  |  |  |  |  |  |
|  |                                               |  |  |  |  |  |  |  |  |  |  |  |  |  |  |  |
|  | 4. Alberto IV, conde de Habsburgo             |  |  |  |  |  |  |  |  |  |  |  |  |  |  |  |
|  |                                               |  |  |  |  |  |  |  |  |  |  |  |  |  |  |  |
|  |                                               |  |  |  |  |  |  |  |  |  |  |  |  |  |  |  |
|  | 18. Gottfried von Staufen                     |  |  |  |  |  |  |  |  |  |  |  |  |  |  |  |
|  |                                               |  |  |  |  |  |  |  |  |  |  |  |  |  |  |  |
|  |                                               |  |  |  |  |  |  |  |  |  |  |  |  |  |  |  |
|  | 9. Inés de Staufen                            |  |  |  |  |  |  |  |  |  |  |  |  |  |  |  |
|  |                                               |  |  |  |  |  |  |  |  |  |  |  |  |  |  |  |
|  |                                               |  |  |  |  |  |  |  |  |  |  |  |  |  |  |  |
|  | 2. Rodolfo I de Habsburgo                     |  |  |  |  |  |  |  |  |  |  |  |  |  |  |  |
|  |                                               |  |  |  |  |  |  |  |  |  |  |  |  |  |  |  |
|  |                                               |  |  |  |  |  |  |  |  |  |  |  |  |  |  |  |
|  | 20. Hartmann III, conde de Kiburg y Dillingen |  |  |  |  |  |  |  |  |  |  |  |  |  |  |  |
|  |                                               |  |  |  |  |  |  |  |  |  |  |  |  |  |  |  |
|  |                                               |  |  |  |  |  |  |  |  |  |  |  |  |  |  |  |
|  | 10. Ulrich, conde de Kiburg y Dillingen       |  |  |  |  |  |  |  |  |  |  |  |  |  |  |  |
|  |                                               |  |  |  |  |  |  |  |  |  |  |  |  |  |  |  |
|  |                                               |  |  |  |  |  |  |  |  |  |  |  |  |  |  |  |
|  | 21. Richenza von Lenzburg                     |  |  |  |  |  |  |  |  |  |  |  |  |  |  |  |
|  |                                               |  |  |  |  |  |  |  |  |  |  |  |  |  |  |  |
|  |                                               |  |  |  |  |  |  |  |  |  |  |  |  |  |  |  |
|  | 5. Heilwig de Kiburg                          |  |  |  |  |  |  |  |  |  |  |  |  |  |  |  |
|  |                                               |  |  |  |  |  |  |  |  |  |  |  |  |  |  |  |
|  |                                               |  |  |  |  |  |  |  |  |  |  |  |  |  |  |  |
|  | 22. Bertoldo IV de Zähringen                  |  |  |  |  |  |  |  |  |  |  |  |  |  |  |  |
|  |                                               |  |  |  |  |  |  |  |  |  |  |  |  |  |  |  |
|  |                                               |  |  |  |  |  |  |  |  |  |  |  |  |  |  |  |
|  | 11. Anna von Zähringen                        |  |  |  |  |  |  |  |  |  |  |  |  |  |  |  |
|  |                                               |  |  |  |  |  |  |  |  |  |  |  |  |  |  |  |
|  |                                               |  |  |  |  |  |  |  |  |  |  |  |  |  |  |  |
|  | 23. Heilwig de Frohburg                       |  |  |  |  |  |  |  |  |  |  |  |  |  |  |  |
|  |                                               |  |  |  |  |  |  |  |  |  |  |  |  |  |  |  |
|  |                                               |  |  |  |  |  |  |  |  |  |  |  |  |  |  |  |
|  | 1. Judith de Habsburg                         |  |  |  |  |  |  |  |  |  |  |  |  |  |  |  |
|  |                                               |  |  |  |  |  |  |  |  |  |  |  |  |  |  |  |
|  |                                               |  |  |  |  |  |  |  |  |  |  |  |  |  |  |  |
|  | 24. Burckhard III, conde de Hohenberg         |  |  |  |  |  |  |  |  |  |  |  |  |  |  |  |
|  |                                               |  |  |  |  |  |  |  |  |  |  |  |  |  |  |  |
|  |                                               |  |  |  |  |  |  |  |  |  |  |  |  |  |  |  |
|  | 12. Burckhard IV, conde de Hohenberg          |  |  |  |  |  |  |  |  |  |  |  |  |  |  |  |
|  |                                               |  |  |  |  |  |  |  |  |  |  |  |  |  |  |  |
|  |                                               |  |  |  |  |  |  |  |  |  |  |  |  |  |  |  |
|  | 6. Burckhard V, conde de Hohenburg            |  |  |  |  |  |  |  |  |  |  |  |  |  |  |  |
|  |                                               |  |  |  |  |  |  |  |  |  |  |  |  |  |  |  |
|  |                                               |  |  |  |  |  |  |  |  |  |  |  |  |  |  |  |
|  | 3. Gertrudis de Hohenberg                     |  |  |  |  |  |  |  |  |  |  |  |  |  |  |  |
|  |                                               |  |  |  |  |  |  |  |  |  |  |  |  |  |  |  |
|  |                                               |  |  |  |  |  |  |  |  |  |  |  |  |  |  |  |
|  | 28. Rodolfo I, conde Palatinado de Tubinga    |  |  |  |  |  |  |  |  |  |  |  |  |  |  |  |
|  |                                               |  |  |  |  |  |  |  |  |  |  |  |  |  |  |  |
|  |                                               |  |  |  |  |  |  |  |  |  |  |  |  |  |  |  |
|  | 14. Rodolfo II, conde Palatinado de Tubinga   |  |  |  |  |  |  |  |  |  |  |  |  |  |  |  |
|  |                                               |  |  |  |  |  |  |  |  |  |  |  |  |  |  |  |
|  |                                               |  |  |  |  |  |  |  |  |  |  |  |  |  |  |  |
|  | 29. Mechtild de Gleiberg, condesa de Giessen  |  |  |  |  |  |  |  |  |  |  |  |  |  |  |  |
|  |                                               |  |  |  |  |  |  |  |  |  |  |  |  |  |  |  |
|  |                                               |  |  |  |  |  |  |  |  |  |  |  |  |  |  |  |
|  | 7. Mechtild de Tubinga                        |  |  |  |  |  |  |  |  |  |  |  |  |  |  |  |
|  |                                               |  |  |  |  |  |  |  |  |  |  |  |  |  |  |  |
|  |                                               |  |  |  |  |  |  |  |  |  |  |  |  |  |  |  |
|  | 30. Enrique, Margrave de Ronsberg             |  |  |  |  |  |  |  |  |  |  |  |  |  |  |  |
|  |                                               |  |  |  |  |  |  |  |  |  |  |  |  |  |  |  |
|  |                                               |  |  |  |  |  |  |  |  |  |  |  |  |  |  |  |
|  | 15. unnamed                                   |  |  |  |  |  |  |  |  |  |  |  |  |  |  |  |
|  |                                               |  |  |  |  |  |  |  |  |  |  |  |  |  |  |  |
|  |                                               |  |  |  |  |  |  |  |  |  |  |  |  |  |  |  |
|  | 31. Udilhild de Gammertingen                  |  |  |  |  |  |  |  |  |  |  |  |  |  |  |  |
|  |                                               |  |  |  |  |  |  |  |  |  |  |  |  |  |  |  |
|  |                                               |  |  |  |  |  |  |  |  |  |  |  |  |  |  |  |